# Gulen
Gmina Gulen (norw. Gulen kommune) – norweska gmina leżąca w regionie Sogn og Fjordane. Jej siedzibą jest miasto Eivindvik.
Gulen jest 184. norweską gminą pod względem powierzchni.

## Demografia
Według danych z roku 2005 gminę zamieszkuje 2459 osób. Gęstość zaludnienia wynosi 4,13 os./km². Pod względem zaludnienia Gulen zajmuje 308. miejsce wśród norweskich gmin.
| ludność stan na 1 stycznia 2005 |         |           |       |
|                                 | kobiety | mężczyźni | razem |
| osób                            | 1229    | 1230      | 2459  |
| %                               | 49,98%  | 50,02%    | 100%  |

| wykształcenie stan na 1 października 2004 |            |         |        |          |
|                                           | podstawowe | średnie | wyższe | nieznane |
| osób                                      | 450        | 1172    | 266    | 20       |
| %                                         | 23,58%     | 61,43%  | 13,94% | 1,05%    |

## Edukacja
Według danych z 1 października 2004:
- liczba szkół podstawowych (norw. grunnskolar): 4
- liczba uczniów szkół podst.: 382

## Władze gminy
Według danych na rok 2011 administratorem gminy (norw. rådmann) jest Martin Kulild, natomiast burmistrzem (norw. ordfører, d. borgermester) jest Trude Brosvik.